# Apolinário de Alexandria
Apolinário de Alexandria foi o patriarca grego ortodoxo de Alexandria entre 551 e 569.

## Vida e obras
Apolinário foi nomeado pelo imperador bizantino Justiniano I após a deposição, em julho de 551, de seu antecessor, Zoilo de Alexandria, que havia se recusado a assinar o novo decreto do imperador sobre o Três Capítulos. Apolinário era provavelmente um ex-general (duque), que passou diretamente de uma função de líder militar para uma posição de líder da igreja, o que não era ilegal na época. Ele chegou a Alexandria no final de 551 com o seu irmão Agatão, que o imperador havia nomeado tesoureiro da igreja da cidade, que era muito rica. Agatão ordenou a prisão de seu antecessor, Eustóquio, acusando-o de irregularidades, mas ele conseguiu escapar e chegou a Constantinopla, onde ele caiu nas graças de Justiniano e, no ano seguinte, foi curiosamente apontado como patriarca de Jerusalém.
Apolinário decidiu usar métodos militares contra a população, em sua maioria muito hostil à igreja oficial (desde o cisma da Igreja Ortodoxa Copta). A primeira missa que ele celebrou na Catedral de São Marcos, ele se dirigiu à congregação em uma linguagem sem tato ou diplomacia e foi quase apedrejado. No domingo seguinte, ele convocou todo o povo para a catedral para ler as cartas imperiais que ele havia trazido e para lá foram os alexandrinos em massa. Depois de ler uma declaração de fé do Concílio de Calcedônia, rejeitada pela maioria da população (que era monofisista), Apolinário acrescentou estas palavras, algo estranhas na boca de um sacerdote: 
| “ | Alexandrinos perversos, se vocês se voltarem para a Verdade e abandonarem a heresia monofisista, tudo vai ficar bem. Caso contrário, temo por vocês, pois o imperador enviará um de seus oficiais para derramar vosso sangue, suas mulheres serão violadas e seus filhos filhos serão feitos órfãos" | ” |
|   | — Apolinário de Alexandria. |   |

A multidão respondeu novamente com uma saraivada de pedras. Mas essa foi a gota d'água para Apolinário: ele, discretamente, ordenou que a catedral foi cercada exército e então ordenou o assalto. A multidão foi totalmente massacrados. Os assassinatos continuaram nas ruas e até nos conventos da cidade. Houve, em um dia, milhares de mortes.
O massacre marcou o espírito dos alexandrinos de maneira irreversível, solidificando o ódio contra o imperador Justiniano e também contra o oficial da Igreja bizantina (em oposição à Copta Ortodoxa, monofisista e apreciada pelo povo). No curto prazo, com seu terror, Apolinário conseguiu remover qualquer presença monofisista visível em Alexandria, obrigando os monges a se refugiaram em Uádi Natrum ou no Alto Egito.
Apolinário participou pessoalmente do Segundo Concílio de Constantinopla, em maio de 553.